# كيفن غوثري
كيفن غوثري (بالإنجليزية: Kevin Guthrie)‏ هو ممثل بريطاني، ولد في 28 نوفمبر 1988 في نيلستن في المملكة المتحدة.

## أعمال

### أفلام
- (2015) أغنية الغروب
- (2018)  جرائم جريندلوالد

## وصلات خارجية
- كيفن غوثري على موقع IMDb (الإنجليزية)
- كيفن غوثري على موقع ميوزك برينز (الإنجليزية)
- كيفن غوثري على موقع قاعدة بيانات الفيلم (الإنجليزية)

لم يتم العثور على روابط لمواقع التواصل الاجتماعي.